# Градиште (Мерошина)
Градиште је насеље у Србији у општини Мерошина у Нишавском округу. Према попису из 2022. било је 490 становника (према попису из 1991. било је 652 становника). У близини Градишта, налази се археолошки локалитет Кулина.
Још пре Другог светског рата "свака кућа" је имала стаклену башту за рано поврће.

## Демографија
У насељу Градиште живи 493 пунолетна становника, а просечна старост становништва износи 44,9 година (44,3 код мушкараца и 45,6 код жена). У насељу има 174 домаћинства, а просечан број чланова по домаћинству је 3,43.
Ово насеље је великим делом насељено Србима (према попису из 2002. године), а у последња три пописа, примећен је пад у броју становника.
|  |

| Демографија | Демографија | Демографија |
| Година      | Становника  | Становника  |
| ----------- | ----------- | ----------- |
| 1948.       | 884         |             |
| 1953.       | 917         |             |
| 1961.       | 821         |             |
| 1971.       | 736         |             |
| 1981.       | 744         |             |
| 1991.       | 652         | 650         |
| 2002.       | 596         | 597         |
| 2011.       | 559         |             |

| Етнички састав према попису из 2002.‍ | Етнички састав према попису из 2002.‍ | Етнички састав према попису из 2002.‍ | Етнички састав према попису из 2002.‍ | Етнички састав према попису из 2002.‍ |
| ------------------------------------ | ------------------------------------ | ------------------------------------ | ------------------------------------ | ------------------------------------ |
|                                      |                                      |                                      |                                      |                                      |
| Срби                                 | Срби                                 |                                      | 581                                  | 97,48%                               |
| Роми                                 | Роми                                 |                                      | 14                                   | 2,34%                                |
| непознато                            | непознато                            |                                      | 1                                    | 0,16%                                |

| Година пописа     | 1948. | 1953. | 1961. | 1971. | 1981. | 1991. | 2002. |
| ----------------- | ----- | ----- | ----- | ----- | ----- | ----- | ----- |
| Број домаћинстава | 128   | 145   | 166   | 168   | 179   | 173   | 174   |

| Број чланова      | 1  | 2  | 3  | 4  | 5  | 6  | 7 | 8 | 9 | 10 и више | Просек |
| ----------------- | -- | -- | -- | -- | -- | -- | - | - | - | --------- | ------ |
| Број домаћинстава | 30 | 46 | 19 | 31 | 18 | 16 | 7 | 6 | 0 | 1         | 3,43   |

| Пол    | Укупно | Неожењен/Неудата | Ожењен/Удата | Удовац/Удовица | Разведен/Разведена | Непознато |
| ------ | ------ | ---------------- | ------------ | -------------- | ------------------ | --------- |
| Мушки  | 273    | 70               | 172          | 27             | 4                  | 0         |
| Женски | 240    | 19               | 173          | 41             | 7                  | 0         |
| УКУПНО | 513    | 89               | 345          | 68             | 11                 | 0         |

| Пол    | Укупно                    | Пољопривреда, лов и шумарство | Рибарство                            | Вађење руде и камена | Прерађивачка индустрија       |
| ------ | ------------------------- | ----------------------------- | ------------------------------------ | -------------------- | ----------------------------- |
| Мушки  | 131                       | 51                            | 0                                    | 0                    | 31                            |
| Женски | 42                        | 24                            | 0                                    | 0                    | 6                             |
| УКУПНО | 173                       | 75                            | 0                                    | 0                    | 37                            |
| Пол    | Производња и снабдевање   | Грађевинарство                | Трговина                             | Хотели и ресторани   | Саобраћај, складиштење и везе |
| Мушки  | 0                         | 12                            | 5                                    | 1                    | 9                             |
| Женски | 0                         | 0                             | 3                                    | 0                    | 2                             |
| УКУПНО | 0                         | 12                            | 8                                    | 1                    | 11                            |
| Пол    | Финансијско посредовање   | Некретнине                    | Државна управа и одбрана             | Образовање           | Здравствени и социјални рад   |
| Мушки  | 0                         | 1                             | 8                                    | 1                    | 1                             |
| Женски | 0                         | 0                             | 2                                    | 0                    | 2                             |
| УКУПНО | 0                         | 1                             | 10                                   | 1                    | 3                             |
| Пол    | Остале услужне активности | Приватна домаћинства          | Екстериторијалне организације и тела | Непознато            | Непознато                     |
| Мушки  | 1                         | 0                             | 0                                    | 10                   | 10                            |
| Женски | 2                         | 0                             | 0                                    | 1                    | 1                             |
| УКУПНО | 3                         | 0                             | 0                                    | 11                   | 11                            |